# La Grande Décharge
Pour les articles homonymes, voir Grande Décharge (homonymie).
 (avril 2020).
La Grande Décharge est le nom de l'un des deux émissaires du lac Saint-Jean, l'autre étant La Petite Décharge. Cette rivière coule au nord de l'île d'Alma, sur la rive nord-ouest du fleuve Saint-Laurent, dans la ville d’Alma, dans la municipalité régionale de comté (MRC) de Lac-Saint-Jean-Est, dans la région administrative de Saguenay-Lac-Saint-Jean, dans la Province de Québec, au Canada. À son confluent avec La Petite Décharge à l'est de l'île, elle devient la rivière Saguenay.
La Grande Décharge est desservie du côté nord et du côté est par l'Avenue du Pont Nord, du côté sud par le chemin de la Dam-en-Terre et le chemin de la Rive, le chemin de la Baie-des-Jean et le chemin du Faubourg-des-Jardins.
La surface de La Grande Décharge est habituellement gelée de la fin novembre au début avril, toutefois la circulation sécuritaire sur la glace se fait généralement de la mi-décembre à la fin mars.

## Géographie
Avant la construction du barrage de l'île Maligne, la Grande-Décharge était peu profonde et se constituait de rapides, de rochers, de petites chutes d'eau et de quelques îlots dont la plus grande était l'île Maligne. À l'époque de la Nouvelle-France, les Amérindiens ne l'utilisaient pas comme voie de communication à cause des multiples problèmes qu'elle pouvait occasionner.
La Grande Décharge change de configuration de façon notable après la construction du barrage de la Duke Price Power Company en 1926. Le niveau de la rivière monte considérablement, ce qui fait disparaître les chutes ainsi que plusieurs îles. Aujourd'hui, la partie nord de l'île Maligne sert de lieu récréo-touristique avec une halte routière sur la rive-nord de la Grande Décharge.
La Grande Décharge comporte une longueur de 15,0 km et une largeur maximale de 3,1 km. Le niveau des eaux en 
été est à 101 m d'altitude en amont du barrage et baisse en hiver à cause du déversement planifié, soit avant les crues du printemps ; et de 68 m en aval du barrage en été.
À la suite de l'érection du barrage, les principales îles de la Grande Décharge sont l'île Maligne et l'île aux Gagnon. Les principales baies sont :
- rive nord : baie de la rivière Mistouk, baie de la rivière aux Harts, baie de la rivière aux Chicots, baie du ruisseau Rouge ;
- rive sud (île d'Alma) : baie à Lorenzo-Jean, baie des Jean et baie Boudreault.

## Galerie d'images

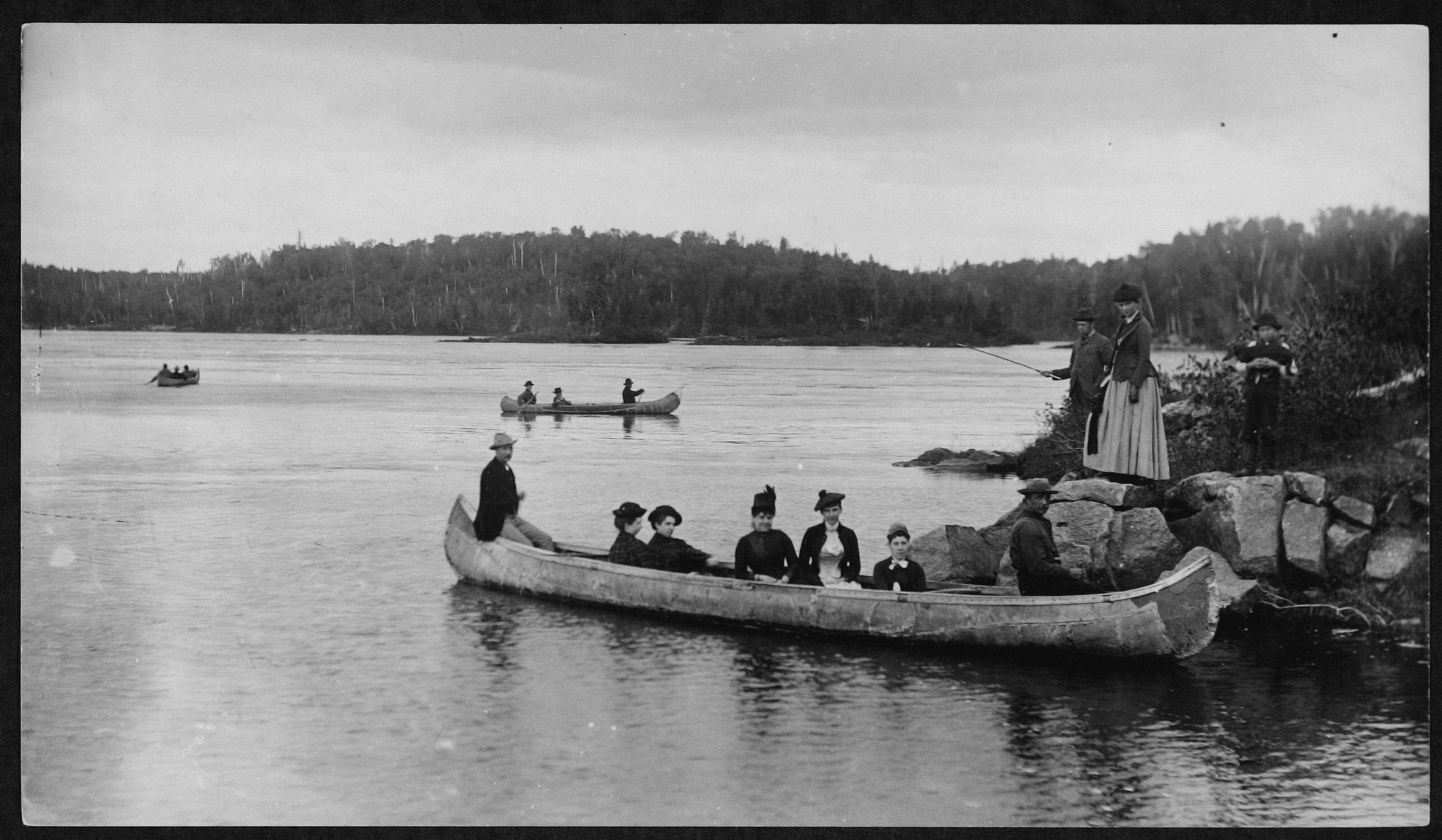
La Grande Decharge, vers 1930
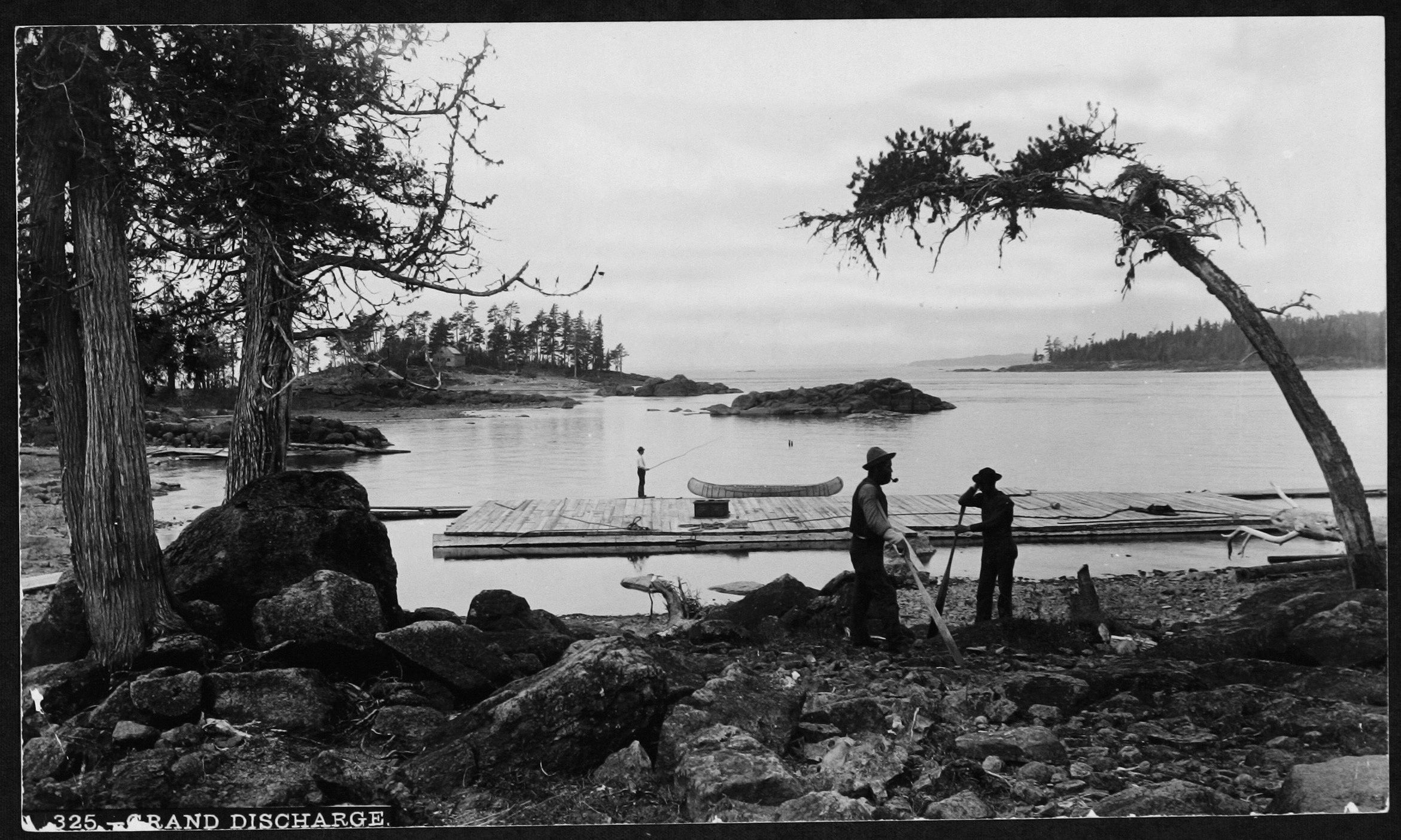
La Grande Decharge, vers 1930
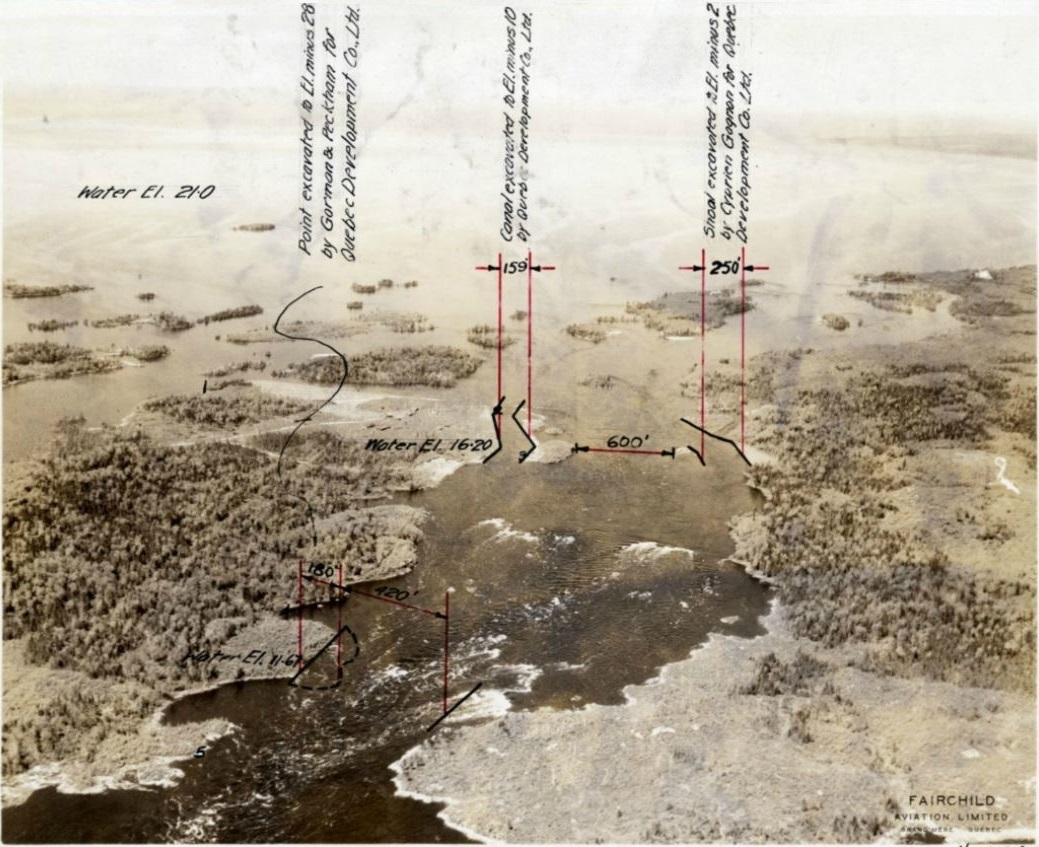
Inondation, 1928
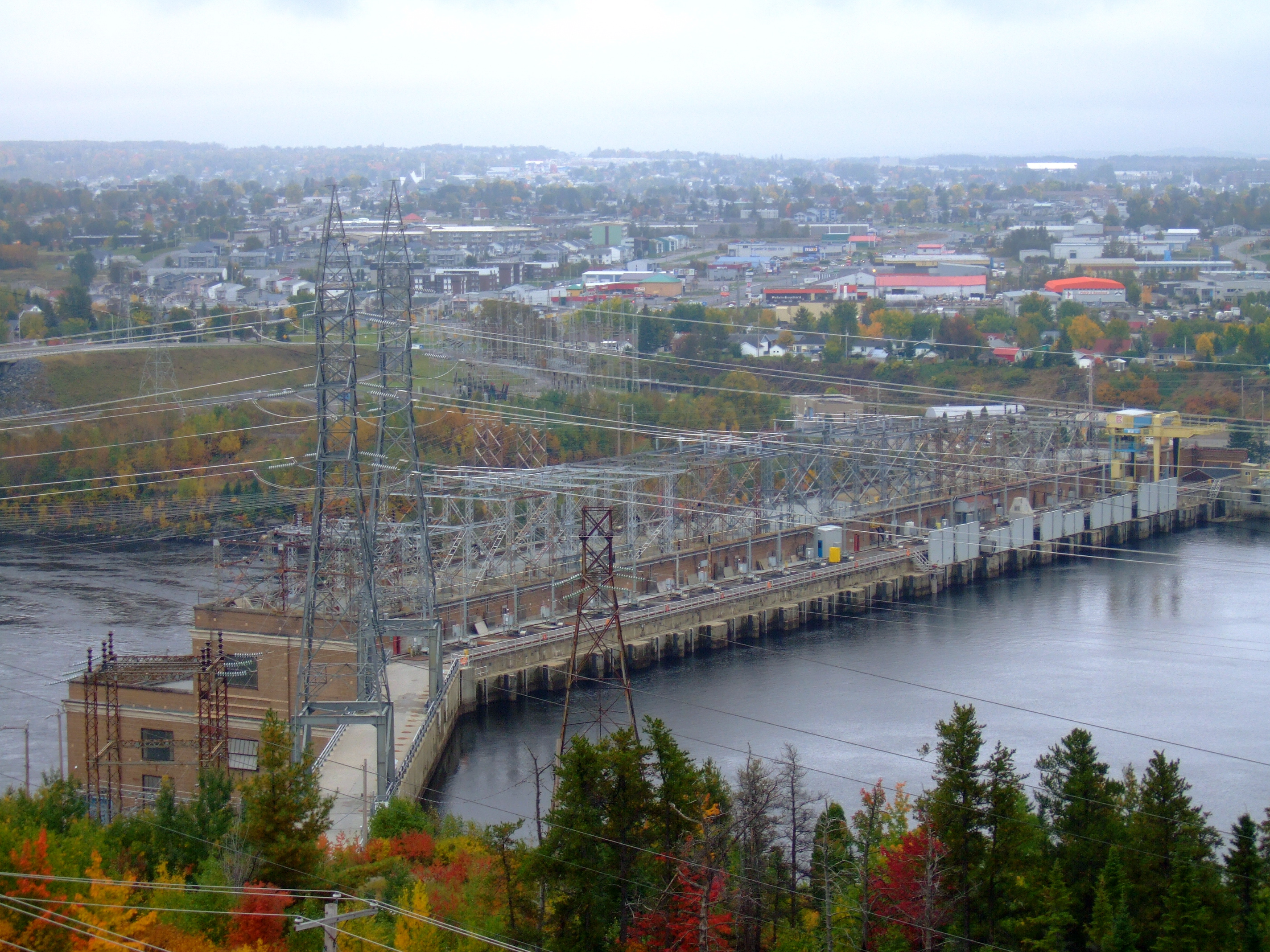
Barrage à Alma dans le secteur Isle-Maligne
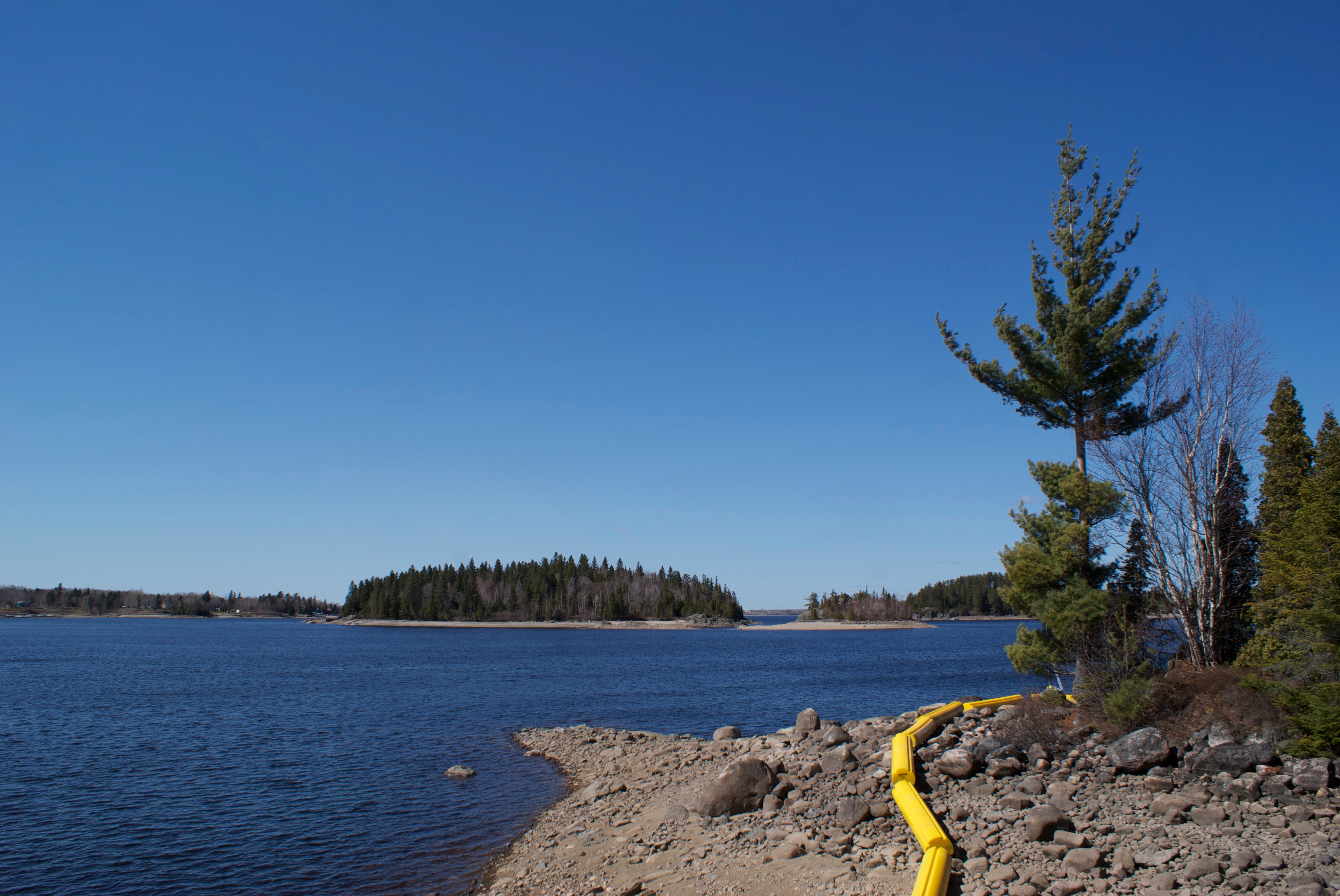
La Grande-Décharge dans le secteur de la Dam-en-Terre

## Toponymie
En 1731, elle apparaît sous le nom de Décharge du Lac sur la carte du père Laure. Sur celle de Nicolas Bellin, datant de 1755, elle est cependant inscrite sous son nom actuel.
Le toponyme de « La Grande Décharge » a été officialisé le 12 décembre 1972 à la Banque des noms de lieux de la Commission de toponymie du Québec.